# 藤井裕久
藤井裕久（日语：／ Fujii Hirohisa，1932年6月4日—2022年7月10日）是日本一名財務官員及政治家，曾是日本眾議院議員（7次當選）。
藤井被稱為小澤一郎親信中的親信，歷任自由黨幹事長和民主黨幹事長、副主席，並曾在非自由民主黨執政時代的細川內閣和鳩山由紀夫內閣擔任大藏大臣、財務大臣職位。此外，藤井亦曾擔任日本參議院議員（2次當選）。
2010年1月7日，以健康理由辭任財務大臣職位。

## 生平

### 初年
藤井出生於東京都，父親是廣島縣福山市出身，畢業自東大醫學部的內科醫生
藤井中學時代就讀於東京教育大學附屬中學、高等學校（現筑波大學附屬中學、高等學校），期間參與棒球部。雖然球隊曾在甲子園出賽，但藤井並沒有正選出賽的機會。其後在入讀東京大學的首2年也曾加入東大棒球部，主要擔任球隊的捕手。在選定主修法學部後退出。

### 公務員
藤井自東大畢業後加入大藏省（現財務省。大臣官房文書課分配），成為公務員。同期加入的還有平澤貞昭、水野勝（曾任國稅廳長官、日本煙草產業社長）、佐藤光夫等人。藤井在田中角榮內閣時代曾擔任二階堂進、竹下登兩任內閣官房長官的秘書。其後調回大藏省，1976年辭任大藏省主計局主計官，離開政府。

### 參政
離開政府後，藤井進入政壇。1977年，藤井代表自由民主黨參加第11屆參議院議員選舉全國區，並獲當選。擔任了兩屆參議員後，藤井改為擔任眾議院議員。
1993年，藤井退出自民黨，並參與籌組新生黨。同年，各在野黨成功贏得選舉，細川護熙成為首相。藤井在細川內閣及其後的羽田內閣中擔任大藏大臣。此後，追隨小澤一郎，協助創立新進黨及自由黨，並擔任自由黨幹事長。當時藤井一直努力宣揚自黨的主張——例如常說「我黨主席（小澤一郎）都是這樣說的」，及參與「週日討論」（NHK）政經辯論節目等活動，藉此進行宣傳。
2003年自由黨與民主黨合併後，藤井擔任民主黨幹事長。任幹事長時，藤井在調整黨員的選區時未有優待同是自由党出身的黨員，曾引起山岡賢次等小澤親信的不滿。但此事並沒有影響藤井，隨後更升任為民主党代理代表。

## 外部連結
- 官方網站（页面存档备份，存于）（日語）

| 官衔              | 官衔                               | 官衔              |
| ----------------- | ---------------------------------- | ----------------- |
| 前任者： 與謝野馨 | 財務大臣 第12代：2009年—2010年     | 繼任者： 菅直人   |
| 前任者： 林義郎   | 大藏大臣 第98、99代：1993年—1994年 | 繼任者： 武村正義 |
| 政党职务          |                                    |                   |
| 前任者： 小澤一郎 | 民主黨副主席 2004年—2005年         | 繼任者： 菅直人   |
| 前任者： 岡田克也 | 民主黨幹事長 第5代：2004年         | 繼任者： 川端達夫 |